# Soheil Arghandewall
Soheil Arghandewall (* 19. August 2001) ist ein deutscher Fußballspieler.

## Karriere
Arghandewall begann seine Laufbahn in der Jugend des FC Zürich. Zur Saison 2019/20 wurde er in den Kader der zweiten Mannschaft befördert. Am 3. August 2019, dem 1. Spieltag, gab er beim 1:2 gegen den FC Brühl St. Gallen sein Debüt für die FCZ-Reserve in der drittklassigen Promotion League, als er in der 67. Minute für Nicolás Andereggen eingewechselt wurde. Bis Saisonende absolvierte er sieben Partien in der dritthöchsten Schweizer Spielklasse. Zudem debütierte er am 14. Juli 2020, dem 31. Spieltag, beim 0:4 gegen den FC Basel für die erste Mannschaft in der erstklassigen Super League, als er in der Startelf stand. Dies blieb sein einziger Einsatz für die Profis in dieser Spielzeit. 2020/21 spielte er 15-mal für die Reserve des FCZ in der Promotion League, wobei er zwei Tore erzielte. Seit Sommer 2022 spielt er für den SC YF Juventus Zürich.